# آنتونی هکت
آنتونی هکت (انگلیسی: Anthony Evan Hecht) (زاده ۱۶ ژانویه ۱۹۲۳ – درگذشته ۲۰ اکتبر ۲۰۰۴) شاعر اهل ایالات متحده آمریکا بود.
آنتونی هکت فرزند والدینی آلمانی یهودی بود که در شهر نیویورک به دنیا آمد. هکت در هنگام تحصیل در مدرسه هوراس مان (Horace Mann) با جک کرواک همکلاسی در بود در کنار «رابرت لوول» یکی از شاعران جنگ است که تجربه جنگ دوم جهانی را در جبهه اروپا دارد.
او در ۱۹۴۴ به لشکر ۹۷ پیاده‌نظام ایالات متحده (97th Infantry Division) پیوست و عازم جبهه‌های جنگ در اروپا شد و در نبردهای مهمی در چکسلواکی، فرانسه و آلمان شرکت کرد.
مهمترین تجربه جنگی هکت، در آزادسازی «اردوگاه مرگ فلوسنبورگ» در آوریل ۱۹۴۵ به وقوع پیوست. از هکت خواسته شد که با سربازان آزاد شده فرانسوی گفتگو کند. به گفته خودش، انتقال رنج‌هایی که اسیران این اردوگاه کشیده بودند، منشا کابوس‌های شبانه او برای سال‌ها بوده است.
مدرک کارشناسی ارشد در رشته ادبیات را از دانشگاه کلمبیا دریافت نمود
هکت برای نگارش کتاب «ساعات دشوار» (The Hard Hours) برنده جایزه پولیتزر شعر سال ۱۹۶۸ شد وی در این کتاب برای نخستین بار خاطراتش از روزهای جنگ جهانی دوم را که منجر به فروپاشی عصبی او شد به نگارش در آورد.